# Selecció de futbol de Mèxic

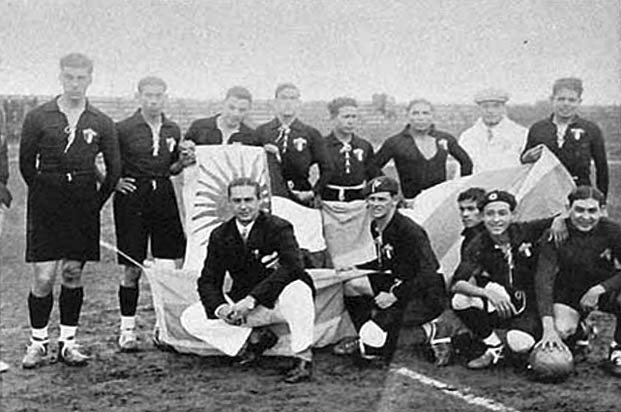
Mexico 1930.

La selecció de futbol de Mèxic és l'equip representatiu del país a les competicions oficials. La seva organització està a càrrec de la Federación Mexicana de Fútbol, que és membre de la CONCACAF.

## Estadístiques
- Participacions en la Copa del Món = 13
- Primera Copa del Món = 1930
- Millor resultat a la Copa del Món = Quarts de final (1970 i 1986)
- Participacions en la Copa d'Or = 11
- Primera Copa d'Or = 1991
- Millor resultat a la Copa d'Or = Campió (1993, 1996, 1998, 2003 i 2009)
- Participacions olímpiques = 9
- Primers Jocs Olímpics = 1928
- Millor resultat olímpic = Sense medalles

- Primer partit

| Guatemala | 2 – 3 | Mèxic |
| --------- | ----- | ----- |
|           |       |       |

 Ciutat de Guatemala, (Guatemala)        
- Major victòria

| Mèxic | 13 – 0 | Bahames |
| ----- | ------ | ------- |
|       |        |         |

 Toluca, (Mèxic)        
- Major derrota

| Anglaterra | 8 – 0 | Mèxic |
| ---------- | ----- | ----- |
|            |       |       |

 Londres, (Anglaterra)        

## Participacions en la Copa del Món
Campions      Finalistes      Tercers      Quarts
Un requadre vermell indica que eren amfitrions del campionat.
| Historial a la Copa del Món | Historial a la Copa del Món       | Historial a la Copa del Món       | Historial a la Copa del Món       | Historial a la Copa del Món       | Historial a la Copa del Món       | Historial a la Copa del Món       | Historial a la Copa del Món       | Historial a la Copa del Món       |
| Edició                      | Ronda                             | Posició                           | PJ                                | PG                                | PE                                | PP                                | GF                                | GC                                |
| --------------------------- | --------------------------------- | --------------------------------- | --------------------------------- | --------------------------------- | --------------------------------- | --------------------------------- | --------------------------------- | --------------------------------- |
| 1930                        | Primera fase                      | 13s                               | 3                                 | 0                                 | 0                                 | 3                                 | 4                                 | 13                                |
| 1934                        | No s'hi classificà                | No s'hi classificà                | No s'hi classificà                | No s'hi classificà                | No s'hi classificà                | No s'hi classificà                | No s'hi classificà                | No s'hi classificà                |
| 1938                        | Es retirà                         | Es retirà                         | Es retirà                         | Es retirà                         | Es retirà                         | Es retirà                         | Es retirà                         | Es retirà                         |
| 1950                        | Primera fase                      | 12s                               | 3                                 | 0                                 | 0                                 | 3                                 | 2                                 | 10                                |
| 1954                        | Primera fase                      | 13s                               | 2                                 | 0                                 | 0                                 | 2                                 | 2                                 | 8                                 |
| 1958                        | Primera fase                      | 16s                               | 3                                 | 0                                 | 1                                 | 2                                 | 1                                 | 8                                 |
| 1962                        | Primera fase                      | 11s                               | 3                                 | 1                                 | 0                                 | 2                                 | 3                                 | 4                                 |
| 1966                        | Primera fase                      | 12s                               | 3                                 | 0                                 | 2                                 | 1                                 | 1                                 | 3                                 |
| 1970                        | Quarts de final                   | 6s                                | 4                                 | 2                                 | 1                                 | 1                                 | 6                                 | 4                                 |
| 1974                        | No s'hi classificà                | No s'hi classificà                | No s'hi classificà                | No s'hi classificà                | No s'hi classificà                | No s'hi classificà                | No s'hi classificà                | No s'hi classificà                |
| 1978                        | Primera fase                      | 16s                               | 3                                 | 0                                 | 0                                 | 3                                 | 2                                 |                                   |
| 1982                        | No s'hi classificà                | No s'hi classificà                | No s'hi classificà                | No s'hi classificà                | No s'hi classificà                | No s'hi classificà                | No s'hi classificà                | No s'hi classificà                |
| 1986                        | Quarts de final                   | 6s                                | 5                                 | 3                                 | 2                                 | 0                                 | 6                                 | 2                                 |
| 1990                        | Suspesa                           | Suspesa                           | Suspesa                           | Suspesa                           | Suspesa                           | Suspesa                           | Suspesa                           | Suspesa                           |
| 1994                        | Vuitens de final                  | 13s                               | 4                                 | 1                                 | 2                                 | 1                                 | 4                                 | 4                                 |
| 1998                        | Vuitens de final                  | 13s                               | 4                                 | 1                                 | 2                                 | 1                                 | 8                                 | 7                                 |
| 2002                        | Vuitens de final                  | 11s                               | 4                                 | 2                                 | 1                                 | 1                                 | 4                                 | 4                                 |
| 2006                        | Vuitens de final                  | 15s                               | 4                                 | 1                                 | 1                                 | 2                                 | 5                                 | 5                                 |
| 2010                        | Vuitens de final                  | 14s                               | 4                                 | 1                                 | 1                                 | 2                                 | 4                                 | 5                                 |
| 2014                        | Vuitens de final                  | 10s                               | 4                                 | 2                                 | 1                                 | 1                                 | 5                                 | 3                                 |
| 2018                        | Vuitens de final                  | 12s                               | 4                                 | 2                                 | 0                                 | 2                                 | 3                                 | 6                                 |
| 2022                        | Primera fase                      | 22s                               | 3                                 | 1                                 | 1                                 | 1                                 | 2                                 | 3                                 |
| 2026                        | Classificat com a co-organitzador | Classificat com a co-organitzador | Classificat com a co-organitzador | Classificat com a co-organitzador | Classificat com a co-organitzador | Classificat com a co-organitzador | Classificat com a co-organitzador | Classificat com a co-organitzador |
| 2030                        | Pendent                           | Pendent                           | Pendent                           | Pendent                           | Pendent                           | Pendent                           | Pendent                           | Pendent                           |
| 2034                        | Pendent                           | Pendent                           | Pendent                           | Pendent                           | Pendent                           | Pendent                           | Pendent                           | Pendent                           |
| Total                       | Quarts de final                   | Quarts de final                   | 60                                | 17                                | 15                                | 28                                | 62                                | 101                               |

## Participacions en laCopa d'Or
- 1991 - Semifinals – 3r lloc
- 1993 - Campió
- 1996 - Campió
- 1998 - Campió
- 2000 - Quarts de final
- 2002 - Quarts de final
- 2003 - Campió
- 2005 - Quarts de final
- 2007 - Segon
- 2009 - Campió
- 2011 - Campió
- 2013 - Semifinals 3r lloc
- 2015 - Campió
- 2017 - Semifinals 3r lloc

## Participacions en laCopa Amèrica
- Des de 1916 a 1991 - No participà
- 1993 - Final - 2n lloc
- 1995 - Quarts de final
- 1997 - Semifinals - 3r lloc
- 1999 - Semifinals - 3r lloc
- 2001 - Final - 2r lloc
- 2004 - Quarts de final
- 2007 - Semifinals - 3r lloc
- 2011 - Primera fase
- 2015 - Primera fase
- 2016 - Quarts de final

## Participacions en laCopa Confederacions
- 1992 - No participà
- 1995 - Semifinals - 3r lloc
- 1997 - Primera fase
- 1999 - Campió
- 2001 - Primera fase
- 2003 - No participà
- 2005 - Semifinals - 4t lloc
- 2009 - No participà
- 2013 - Primera fase
- 2017 - Semifinals 4t lloc

## Jugadors
Els següents 23 jugadors han estat convocats per la Copa del Món 2014
| Dorsal | Posició | Jugador                    | Data de naixement/edat | Partits | Gols | Club              |
| ------ | ------- | -------------------------- | ---------------------- | ------- | ---- | ----------------- |
| 1      | POR     | José de Jesús Corona       | 26 de gener de 1981    | 33      | 0    | Cruz Azul         |
| 12     | POR     | Alfredo Talavera           | 18 de setembre de 1982 | 14      | 0    | Toluca            |
| 13     | POR     | Guillermo Ochoa            | 13 de juliol de 1985   | 58      | 0    | Ajaccio           |
| 2      | DEF     | Francisco Javier Rodríguez | 20 d'octubre de 1981   | 94      | 1    | América           |
| 3      | DEF     | Carlos Salcido             | 2 d'abril de 1980      | 122     | 10   | Guadalajara       |
| 4      | DEF     | Rafael Márquez             | 13 de febrer de 1979   | 119     | 15   | León              |
| 5      | DEF     | Diego Reyes                | 19 de setembre de 1992 | 14      | 0    | Porto             |
| 7      | DEF     | Miguel Layún               | 25 de juny de 1988     | 14      | 2    | América           |
| 15     | DEF     | Héctor Moreno              | 17 de gener de 1988    | 52      | 1    | Espanyol          |
| 16     | DEF     | Miguel Ponce               | 12 d'abril de 1989     | 8       | 1    | Toluca            |
| 18     | DEF     | Andrés Guardado            | 28 de setembre de 1986 | 103     | 14   | Bayer Leverkusen  |
| 22     | DEF     | Paul Aguilar               | 6 de març de 1986      | 29      | 3    | América           |
| 6      | MIG     | Héctor Herrera             | 19 d'abril de 1990     | 12      | 0    | Porto             |
| 8      | MIG     | Marco Fabián               | 21 de juliol de 1989   | 14      | 6    | Cruz Azul         |
| 17     | MIG     | Isaác Brizuela             | 28 d'agost de 1990     | 7       | 0    | Toluca            |
| 20     | MIG     | Javier Aquino              | 11 de febrer de 1990   | 21      | 0    | Villarreal        |
| 21     | MIG     | Carlos Peña                | 29 de març de 1990     | 16      | 2    | León              |
| 23     | MIG     | José Juan Vázquez          | 14 de març de 1988     | 4       | 0    | León              |
| 9      | DAV     | Raúl Jiménez               | 5 de maig de 1991      | 25      | 4    | América           |
| 10     | DAV     | Giovani dos Santos         | 11 de maig de 1989     | 75      | 14   | Villarreal        |
| 11     | DAV     | Alan Pulido                | 8 de març de 1991      | 5       | 4    | UANL              |
| 14     | DAV     | Javier Hernández           | 1 de juny de 1988      | 61      | 35   | Manchester United |
| 19     | DAV     | Oribe Peralta              | 12 de gener de 1984    | 32      | 16   | América           |

## Jugadors destacats
- Jared Borgetti
- Cuauhtémoc Blanco
- Jorge Campos
- Antonio Carbajal
- Rafael Márquez
- Hugo Sánchez
- Claudio Suárez
- Giovani dos Santos

## Llista de tècnics
- 1923 Adolfo Frías Beltrán
- 1928 Alfonso Rojo de la Vega
- 1930 Juan Luque de Serrallonga
- 1934, 1937 – 1938, 1949 Rafael Garza Gutiérrez
- 1935 Alfred C. Crowle
- 1947 Jorge Orth
- 1950 Octavio Vial
- 1950, 1952, 1953 – 1954, 1956 – 1958 Antonio López Herranz
- 1953 Horacio Casarín
- 1958, 1960 – 1969, 1975 – 1976 Ignacio Trelles
- 1959 Ignacio Trelles
- 1963 Arpad Fékete
- 1969 Diego Mercado
- 1970 – 1973 Javier de la Torre
- 1974 Ignacio Jáuregui
- 1977 – 1978 José Antonio Roca
- 1979 José Moncebáez
- 1979 Gustavo Peña
- 1979 – 1981 Raúl Cárdenas de la Vega
- 1987 – 1989 Mario Velarde
- 1989 Alberto Guerra
- 1991 – 1992 César Luis Menotti
- 1992 Cayetano Rodríguez
- 1993–1995 Miguel Mejía Barón
- 1983 – 1986, 1995 – 1997 Bora Milutinovic
- 1990 – 1991, 1997 – 2000 Manuel Lapuente
- 2000–2001, 2010 Enrique Meza
- 2001 – 2002, 2009 – 2010 Javier Aguirre Onaindía
- 2003 – 2006 Ricardo La Volpe
- 2006 – 2008 Hugo Sánchez
- 2008 – 2009 Sven-Göran Eriksson
- 2010 Efraín Flores
- 2010 – 2013 José Manuel de la Torre
- 2013 Luis Fernando Tena
- 2013 Víctor Manuel Vucetich
- Des del 2013 Miguel Herrera